# AM 0644-741
AM 0644-741, aussi connu sous le nom d’Anneau de Lindsay-Shapley,, est une galaxie à anneau située dans la constellation du Poisson volant. Sa vitesse par rapport au fond diffus cosmologique est de 6 686 ± 27 km/s, ce qui correspond à une distance de Hubble de 98,6 ± 6,9 Mpc (∼322 millions d'al).

## Caractéristiques particulières
On pense qu'à l'origine, AM 0644-741 devait être une galaxie spirale normale qui, à la suite d'une collision avec une autre galaxie, a pris cette apparence particulière. Il est ainsi théorisé qu'une galaxie, sans doute plus petite, a traversée de part en part le disque stellaire d'AM 0644-741, il y a un lointain passé. Une telle collision modifie radicalement les orbites des étoiles et des gaz présents dans le disque de la galaxie cible, les faisant se précipiter vers l'extérieur, à la manière d'ondulations à la surface d'un étang, après qu'on y ait jeté une pierre. Durant cette migration, les nuages de gaz entrent en collision les uns avec les autres et se retrouvent comprimés, formant alors de nouvelles étoiles en abondance. C'est ainsi que l'anneau s'est formé, formant encore et continuellement de nouvelles étoiles massives, jeunes et chaudes, de couleur bleue. Cette vision spectaculaire restera cependant de courte durée (à l'échelle de l'Univers), l'anneau devant atteindre son rayon maximal dans environ 300 millions d'années, après quoi il commencera à se désagréger.
L'anneau actuel mesure environ 150 000 années-lumière de diamètre, soit approximativement équivalent au diamètre de notre propre galaxie, la Voie Lactée. Le noyau jaune visible dans l'anneau et décentré par rapport à celui-ci correspond au bulbe originel de la galaxie.

### Entourage d'AM 0644-741
Sur l'image d'AM 0644-741 réalisée par le télescope spatial Hubble, on remarque que cette dernière est entourée par plusieurs autres galaxies. Cependant, aucune n'est responsable de la collision ayant créé l'anneau, ces dernières étant situées à des distances bien différentes. La galaxie lenticulaire barrée, visible en haut à gauche de AM 0644-741 sur l'image de Hubble, est PGC 19480. Elle est située à une distance de Hubble de 95,84 ± 6,72 Mpc (∼313 millions d'al), ce qui signifie qu'elle est d'environ 10 millions d'années-lumière plus proche de nous, comparé à AM 0644-741.

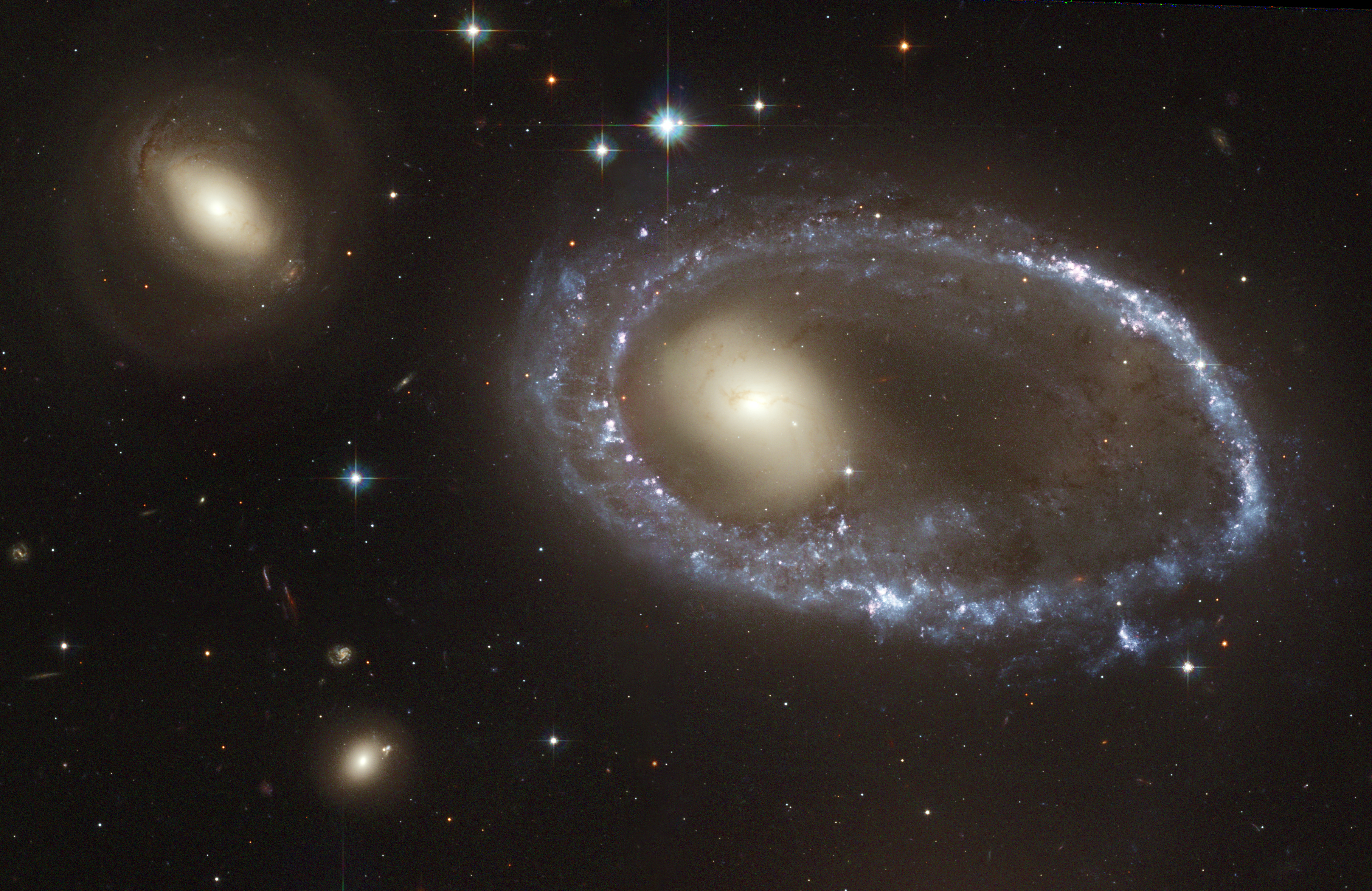
Vision large d'AM 0644-741 par le télescope spatial Hubble. Sur cette image (comme pour celle présente en haut de l'encadré, ci-contre à droite), le nord est à gauche.